# Stenelmis occidentalis
Stenelmis occidentalis är en skalbaggsart som beskrevs av Schmude och Brown. Stenelmis occidentalis ingår i släktet Stenelmis och familjen bäckbaggar. Inga underarter finns listade i Catalogue of Life.